# 小野田鉄弥
小野田 鉄弥（おのだ てつや、元治元年11月19日〈1864年12月17日〉 - 1948年）は、明治時代の社会事業家。小橋勝之助らとともに日本で最も古い児童施設の一つである博愛社（現在の社会福祉法人博愛社）を創設し、勝之助の弟・小橋実之助、林歌子らと孤児の養育に尽力したほか、石井十次と岡山孤児院の運営を行った。

## 人物・経歴
1864年（元治元年）、現在の茨城県古河市に生まれる。その後、東京・築地の立教大学校（現在の立教大学）で修学した。
1890年（明治23年）に兵庫県赤穂郡矢野村（現在の相生市）で、貧しい家庭の子供たちを育てる施設として『博愛社』を小橋勝之助、小橋実之助（小橋兄弟）、沢田寸二、前田英哲らとともに創設し、林歌子らの協力者と孤児の養育に尽力する。
博愛社が、岡山孤児院と合併すると、岡山孤児院に移って活動を進める。
岡山孤児院の創設者である石井十次が亡くなった後、同施設は宮崎県茶臼原に移るが、小野田は教育部長として事業の継続に尽力した。

## 主な著書
- 『岡山孤児院』岡山孤児院活版部 1901年